# Isaiah Mustafa
Isaiah Amir Mustafa (Portland (Oregon), 11 februari 1974) is een Amerikaanse acteur en voormalig American football wide receiver. Mustafa is vooral bekend met de rol van Luke Garroway in de dramaserie Shadowhunters: The Mortal Instruments en de volwassen Mike Hanlon in de horrorfilm It Chapter Two uit 2019, een vervolg op It uit 2017, gebaseerd op de gelijknamige roman uit 1986 van Stephen King. Hij speelde ook in de tv-commercial Old Spice, (The Man Your Man Could Smell Like).